# Fëdor Evtichievič Zubov

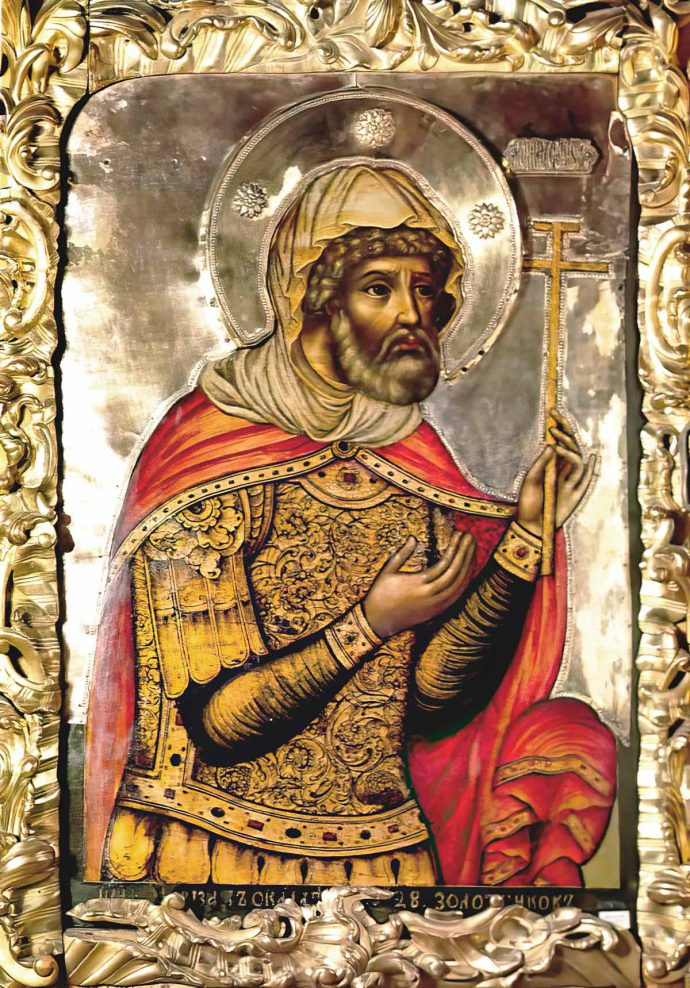
San Longino martire
Opera di F.E. Zubov (1680)

Fëdor Evtichievič Zubov in russo Фёдор Евтихиевич Зубов?, noto anche come Fëdor Evtichiev figlio di Zubov Ustjuženec in russo Фёдор Евтихиев сын Зубов Устюженец?, Fëdor Evtichiev in russo Фёдор Евтихиев? e Fëdor Usolec in russo Фёдор Усолец? (Solikamsk, 1615 – Mosca, 3 novembre 1689) è stato un pittore, incisore e miniaturista russo.

## Biografia
Zubov, nacque a Solikamsk, negli Urali, in una città commerciale sulla via che conduce in Siberia, del casato degli Zubov, una nobile famiglia russa, sin da ragazzo manifestò un amore per l'arte iconografa russa che lo portò a diventare un eminente pittore di icone del XVII secolo.

## Lo stile
Si dedicò allo studio e alla realizzazione di icone, codici miniati, disegni per incisioni e pitture murali. Il suo stile barocco, lo rese famoso poiché introdusse i metodi europei nel rigoroso canone tradizionale russo. Così facendo creò 'vere e spettacolari immagini di grande espressività interiore'. Oggi le sue icone sono considerate dei veri e propri capolavori di arte sacra.

## Le opere
La sua bravura e la sua fama lo portarono a ricevere grandi commesse per la realizzazione di opere pittoriche importanti del suo tempo.
Lavorò presso Velikij Ustjug, poi, con suo fratello Osip, nel monastero di Sant'Antonio di Sija a Sol'vyčegodsk.
Nel 1653, a Mosca, partecipò alla realizzazione dell'icona per la cattedrale della Dormizione del Cremlino. Nel 1660 dipinse una parte significativa della iconostasi della Chiesa del Profeta Elia a Jaroslavl';
A Mosca, nel 1662 lavorò con Simon Pimen Fëdorovič Ušakov; dopo la morte di quest'ultimo fu assunto come direttore del laboratorio imperiale di pittori di icone al Palazzo dell'Armeria del Cremlino di Mosca.
Nel 1680 dipinse le icone e affreschi nel convento più famoso di Mosca: il Convento di Novodevičij, e poi sempre a Mosca nel Monastero Donskoj e nel Monastero Novospasskij.

## Elenco cronologico delle opere
Alcune delle opere più importanti sono:
- Il ministero degli Apostoli (1660)
- San Simeone di Persia (1665)
- Il profeta Elia nel deserto (1672)
- San Nicola (1677)
- Gli Zar Michele I e Alessio Romanov (1678)
- San Longino martire (1680)
- San Nicanore martire (1685)

## Galleria d'immagini

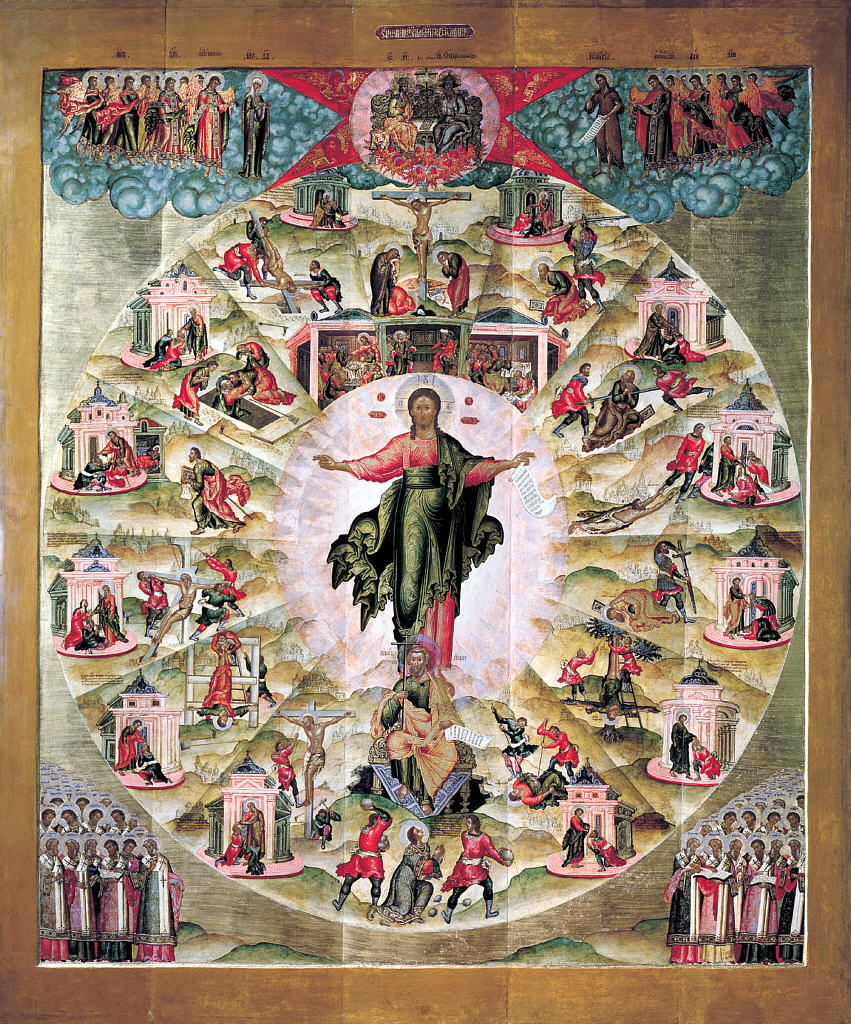
Il ministero degli Apostoli
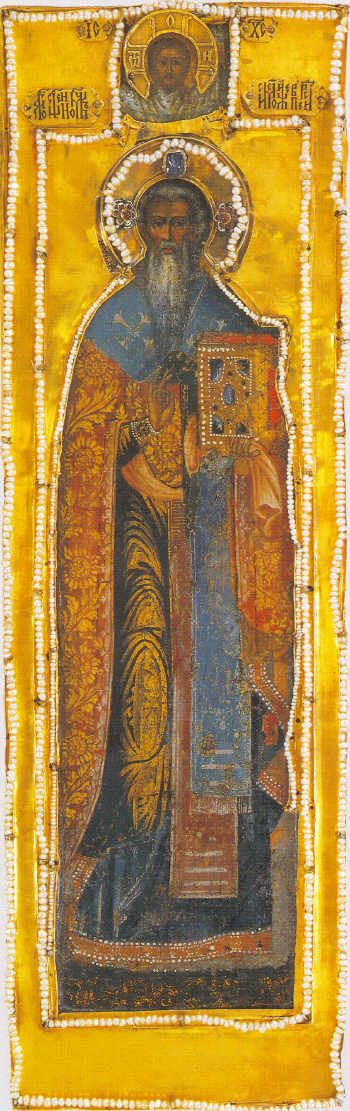
San Simeone di Persia
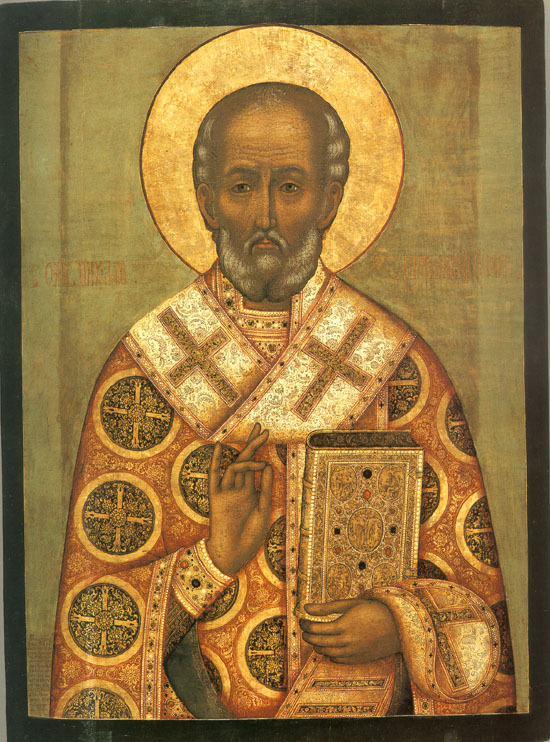
San Nicola
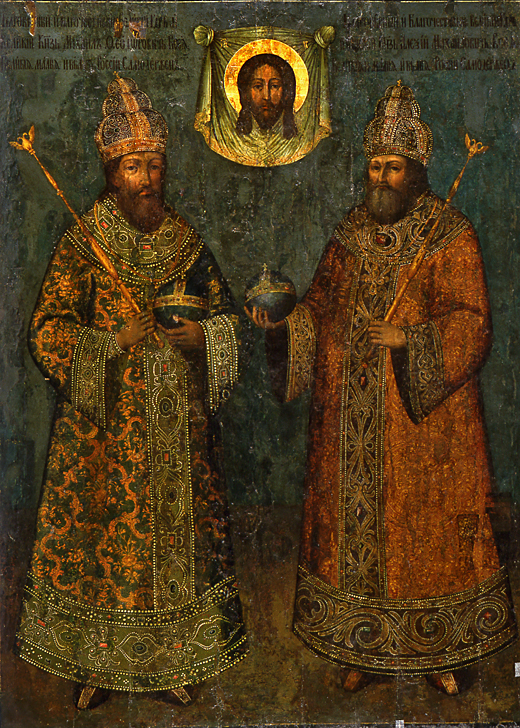
Gli Zar, Michele I e Alessio Romanov
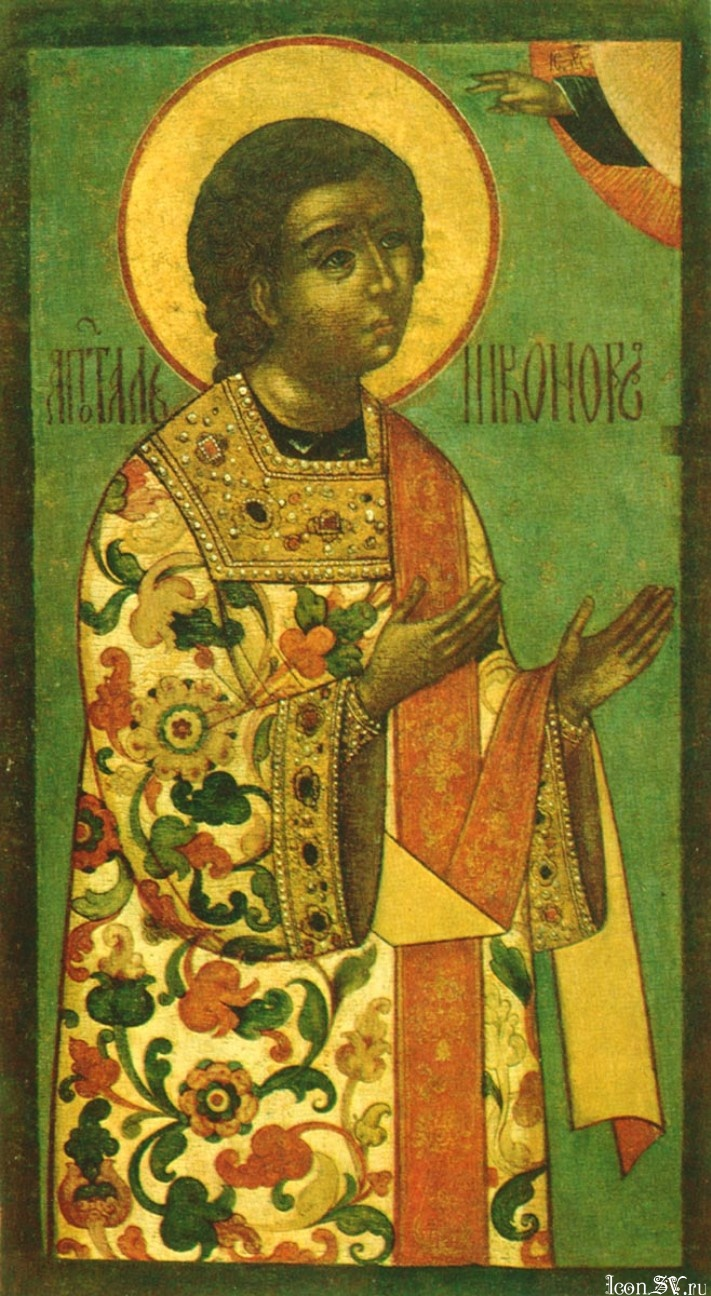
San Nicanore martire